# Вудворд, Барбара
Барбара Вудворд (англ. Barbara Woodward; род. 29 мая 1961, Гиппинг, Суффолк) — британский дипломатический деятель. В настоящее время является постоянным представителем Великобритании при ООН, ранее с 2015 по 2020 год занимала должность посла Великобритании в Китае, став первой женщиной на этом посту.
Получила степень бакалавра в Сент-Эндрюсском университете, затем продолжила изучение международных отношений в Йельском университете. В 1994 году поступила на работу в Форин-офис и работала в Китае, России, Европейском союзе и в Организации Объединённых Наций.

## Биография
Родилась 29 мая 1961 года в семье Артура Клода Вудворда (1921—1992) и Розмари Моники Габриэль Фентон в Гиппинге, Суффолк, Великобритания. Её отец служил во время Второй мировой войны офицером Суффолкского полка и награждён Военным крестом за храбрость. Позже был избран членом Королевском института химии. Барбара Вудворд получила образование в школе Саут-Ли в Бери-Сент-Эдмундсе, а затем в частной школе Святого Феликса в Саутволде.
В 1979 году поступила в Сент-Эндрюсский университет в Шотландии, где изучала историю. В 1983 году получила высшее образование со степенью магистра искусств. Преподавала английский язык сначала в Нанькайском университете, а затем в Хубэйском университете в Ухане в период с 1986 по 1988 год. Позже выучила китайский язык. Её учитель в Лондоне дал ей китайское имя Ву Байна (吴百纳 Wú Bǎinà). В 1988 году поступила в Йельский университет в Соединённых Штатах Америки, чтобы продолжить изучение международных отношений, и где получила послевузовское профессиональное образование и степень магистра гуманитарных наук.
В 1994 году поступила на работу в Форин-офис. Работала в России с 1994 по 1998 год в должности второго (а затем и первого) секретаря посольства, а также в Китае с 2003 по 2009 год, сначала в должности политического советника, а затем в должности заместителя главы дипломатической миссии, в том числе во время Летних Олимпийских играх 2008 года. С 2011 по 2015 год была генеральным директором по экономическим и консульским вопросам Форин-офиса.
В феврале 2015 года была назначена послом Великобритании в Китае, став первой женщиной на этому посту. В сентябре 2020 года её сменила Кэролайн Уилсон.
В 2015 году в разговоре с Люси Д’Орси королева Елизавета II сказала, что китайские официальные лица «были очень грубы с послом» (имея в виду Барбару Вудворд) во время мероприятия в Lancaster House в Лондоне.
В 2020 году была назначена постоянным представителем Великобритании при ООН министром иностранных дел Домиником Раабом.

## Личная жизнь
Увлекается спортом, особенно плаванием и теннисом. Является членом Otter Swimming Club в Лондоне и ранее занимала там должность почётного секретаря.